# Mathilde van den Brink
Mathilde Maria van den Brink (n. 4 februarie 1941, Utrecht, Utrecht, Țările de Jos – d. 22 august 2023, Utrecht, Utrecht, Țările de Jos) a fost o profesoară și politiciană din Țările de Jos. Membră al Partidului Laburist, ea a servit în Parlamentul European din 1989 până în 1994.
Van den Brink a murit la Utrecht pe 22 august 2023, la vârsta de 82 de ani.